# 12153 Conon
12153 Conon è un asteroide della fascia principale. Scoperto nel 1971, presenta un'orbita caratterizzata da un semiasse maggiore pari a 2,2601855 UA e da un'eccentricità di 0,1292788, inclinata di 3,63475° rispetto all'eclittica.